# Ordre martiniste traditionnel

Sceau martiniste.

L'Ordre Martiniste Traditionnel (OMT) est un mouvement martiniste fondé en 1931 par Augustin Chaboseau issu de l’Ordre Martiniste qu’il a lui-même fondé 40 ans plus tôt avec Papus. Le qualificatif « Traditionnel » fut ajouté afin d’affirmer la légitimité de l’ordre. En effet, la filiation de Chaboseau à Louis-Claude de Saint-Martin est établie par Henri Delaage. Cet ordre est depuis 1946, à la mort de Chaboseau, parrainé par l'Ordre de la Rose-Croix AMORC,. 